# Convict (2014)
Convict è un film australiano del 2014 diretto e interpretato da George Basha e David Field.

## Trama
Parramatta, Australia. Ray Francis è un veterano di guerra dall'Iraq, appena ritornato nel suo paese: intendendo lasciare l'esercito, chiede alla sua fidanzata Kelly di sposarlo, cosa che lei accetta con gioia. Dopo aver fatto la proposta arrivano sul posto 2 uomini, tra cui un certo Tim, che iniziano ad infastidire Kelly: ignorandoli, Ray e Kelly salgono in auto, ma qui Tim si leva i pantaloni e mostra il suo pene davanti al finestrino della ragazza. Infuriatosi, Ray esce dall'auto e inizia a picchiarsi con Tim il quale, dopo aver estratto un coltello, finisce per venir ucciso dallo stesso per mano di Ray.
Accusato perciò di omicidio, nonostante si sia trattato solo di un incidente, Ray viene condannato a 18 mesi di carcere, mentre il padre del defunto Tim, un uomo ricco e di successo, organizza un team di investigatori privati per capire bene l'identità di Ray, e riuscendo anche a scoprire il posto in cui l'uomo è imprigionato.
Così, il padre di Tim si reca dal direttore della prigione, Jack Morrison, e gli chiede di non far più uscire Ray di prigione e di farlo torturare il più possibile, in cambio di un'ingente somma di denaro.
Intanto, il capo delle guardie, Ricko, sta già umiliando i nuovi detenuti, chiedendo loro di denudarsi lì: subito Ray viene preso di mira dall'uomo perché questi ha voluto difendere un altro detenuto che piangeva. Anche in cortile Ray non è ben visto, ma riesce comunque a mantenere il controllo, e gli viene affidato quindi il compito di aiutare nella biblioteca del carcere, dove incontra David, altro detenuto più anziano che lo istruisce sui libri.
Quella sera giungono nella sua cella Ricko e un'altra guardia, Victor, che si mettono a rovistare ovunque per controllare la sicurezza: qui l'uomo trova una foto di Kelly, che viene leccata e infine strappata dal vecchio, sotto gli occhi inorriditi di Ray; poi Ricko lo costringe a togliersi la maglia e, quando è sul punto di prenderlo a colpi di manganello, viene fortunatamente bloccato da Victor, che così dimostra di essere meno meschino del suo capo.
Mentre tutti si stanno facendo la doccia, Ray viene nuovamente molestato da una gang di detenuti capitanata dal grosso e alto Hammer, che gli chiede di praticargli del sesso orale: Ray allora dà un pugno ad Hammer, ma viene sorpreso e picchiato a sua volta da Ricko, nonostante egli si stesse soltanto difendendo, finché Victor non interviene di nuovo per placare l'alterco.
A mensa spesso i detenuti raccontano le loro storie e di come sono finiti in prigione, e tra questi vi è anche Jade, un timido e effeminato ragazzo appena 18enne. Poi Ray riceve la prima visita della sua fidanzata Kelly, che dura però poco, dato che presto arriva Ricko, che lo prende in giro di nuovo, davanti alla ragazza.
In cortile poi Jade viene molestato e quasi picchiato a morte da Hammer, finché per fortuna giunge Ray, che lo difende e manda via Hammer. Però, ancora una volta, come se spiasse ogni sua mossa, Ray viene ripreso da Morrison, il quale, spinto da Ricko, prende un bastone e sodomizza Ray. Nel frattempo Victor, poiché si era rifiutato di stare ancora dalla parte delle guardie e le loro barbarie, viene trovato morto accoltellato in una vasca.
Poi vi è nuovamente il povero Jade che viene maltrattato, picchiato e violentato in gruppo da Hammer e la sua gang, in una stanza remota del carcere.
Arriva in seguito Kelly, venuta a far nuovamente visita a Ray, ma questa volta viene costretta da Ricko a spogliarsi davanti a loro, così se ne va insultandoli e non riuscendo a incontrare il fidanzato.
Jade viene nuovamente seviziato da Hammer, finché non trova finalmente il coraggio di ucciderlo, pugnalandolo al pene con un cacciavite. Presto viene ucciso anche il ragazzo, da un altro violento detenuto, Mazen: creatasi una lunga catena di sangue e terrore, venuto al corrente di tutto ciò, Ray strangola Mazen e lo ammazza. Così viene portato nell'ufficio di Jack Morrison, che gli annuncia del prolungamento della sua pena detentiva, e alla fine gli rivela anche di essere soltanto un corrotto del potente padre di Tim. Essendo in realtà tutta una trappola, registrando queste sue parole, Ray riesce a far arrestare Jack, assieme al disumano Ricko.
Quando è tutto finito, Ray si reca in ospedale a visitare l'anziano e malato David, il quale però riesce ancora a rivelargli il posto in cui aveva nascosto i soldi rubati durante una rapina, per dirgli di prenderli e avere una vita felice. Così Ray viene finalmente rilasciato e, riabbracciata la fidanzata Kelly, si reca dalla figlia di David, alla quale dà la borsa piena di soldi di cui David gli ha parlato, e se ne va salutandola.
Nell'ultima scena del film, nuovamente in carcere, si scopre che tra i nuovi detenuti vi è anche il padre di Tim, finalmente stato arrestato per tutta la corruzione e le evasioni fiscali fatte in passato.

## Produzione

### Riprese
Le riprese del film si sono svolte principalmente a Parramatta e nel Nuovo Galles del Sud, entrambe zone dell'Australia.

## Distribuzione
Il film è uscito nelle sale cinematografiche australiane a partire dal 21 gennaio 2014, mentre in Stati Uniti e Canada nel 2015 e in Europa dal 2016, subito in versione Blu-ray e DVD.

## Accoglienza

### Critica
Sul sito web Rotten Tomatoes, il film riceve soltanto il 27% delle recensioni professionali positive, con un voto medio di 5.0 su 10, basato su 20 recensioni.
Sul New York Times il film viene descritto così: "La storia è solida e ben congegnata mentre seguiamo la lotta di Ray per sopravvivere in un mondo manipolato da un Guardiano alimentato dalla finanza. Il film mescola bene il dramma, il ritmo è così puntuale che non vorrai mai distogliere lo sguardo!".